# Joaquín Gatica
Joaquín Ignacio Nicolás Gatica Jiménez (* 8. Januar 1986 in Santiago) ist ein ehemaliger chilenischer Fußballspieler auf der Position eines defensiven Mittelfeldspielers.

## Karriere
Joaquín Gatica kam im Alter von 15 Jahren von der Jugend des CSD Colo-Colo in die Jugend von Coquimbo Unido, wo er unter anderem mit Carlos Carmona zusammen spielte. Gatica schaffte 2006 den Sprung ins Profiteam, wechselte aber nach zwei Jahren zu Deportes Santa Cruz. Nach Corporación Ñuñoa aus der Tercera A wechselte er dank der Mithilfe von Francisco Cardoso, auch als Quinho bekannt, nach Brasilien. Dort lief er für den EC Bahia und Ipatinga FC auf.
Nach einer kurzen Rückkehr in seine Heimat bei Provincial Osorno und San Antonio Unido kam er 2011 mit seinen Landsleuten Salvatore Abarca und Víctor Retamal zu Trainer José Valladares, der Triomphe de Liancourt in der Ligue Haïtienne trainierte. Der Klub stieg jedoch am Saisonende ab und Gatica spielte ein Jahr lang wieder in seiner Heimat. 2013 ging der Mittelfeldspieler erneut ins Ausland und war in Thailand aktiv. Nach seinem Karriereende war er noch bei Vereinen im Amateurbereich aktiv.